# Ariopsis
Ariopsis, rod  kozlačevki iz tribusa Colocasieae, dio potporodice Aroideae. Pripadaju mu 3 vrste malenih geofita rasprosztanjenih od Indije na istok do Tajlanda
Rastu u zimzelenim kišnim šumama na šumskom tlu ili u pukotinama stijena. Cvjetovi jednospolni, perigona nema.

## Vrste
1. Ariopsis peltata Nimmo
2. Ariopsis protanthera (Engl. & K.Krause) N.E.Br. ex Govaerts & Frodin
3. Ariopsis macrosperma N.V.Page, Ingalh. & Sardesai[2]